# قائمة رؤساء بلدية عمان زمن العثمانيين
قائمة بأسماء رؤساء بلدية عمان زمن العثمانيين
أول بلدية أنشئت في عمان عام 1909م .
- أول رئيس بلدية هو إسماعيل بيوق
- أحمد الخطيب ، عام ( 1911م)
- خليل أسعد ،عام ( 1915م )
- أيوب فاخر ،عام ( 1919م )
- سعيد خير ،عام ( 1920م )

وبعد أن أصبحت عمان عاصمت لإمارة الأردن
- استلم رئاسة البلدية يوسف عصفور ،عام ( 1925م )
- طاهر الجقة ،عام ( 1931م )
- علاء الدين طوقان ،عام ( 1933م )
- سامح حجازي ،عام ( 1937م )
- السيد سعيد المفتي ،عام ( 1938م )
- هاشم خير ،عام ( 1939م )
- عمر حكمت ،عام ( 1942م )
- صبحي كحالة ،عام ( 1942م )
- عمر الأفيوني ،عام ( 1943م )
- رأفت الدجالي ،عام ( 1944م )
- كمال الجيوسي ،عام ( 1945م )
- عبد المجيد العدوان ،عام ( 1948م )
- هزاع المجالي ،عام ( 1948م )

ثم صدرت الأدارة الملكية باستبدال لقب رئيس بلدية العاصمة إلى لقب أمين العاصمة عام1950م .